# Svartstrupig skrika
Svartstrupig skrika (Cyanolyca pumilo) är en fågel i familjen kråkfåglar inom ordningen tättingar.

## Utseende
Svartstrupig skrika är en rätt liten kråkfågel med övervägande mörkblå fjäderdräkt. Ansiktet är svart, liksom strupen, kantat av ett smalt vitaktigt ögonbrynsstreck.

## Utbredning och systematik
Fågeln förekommer i bergsskogar längst från sydligaste Mexiko till nordvästra Honduras. Den behandlas som monotypisk, det vill säga att den inte delas in i några underarter.

## Levnadssätt
Svartstrupig skrika hittas i fuktiga bergsbelägna städsegröna skogar. Den ses vanligen i par eller smågrupper, ibland tillsammans med den större och mer synliga arten azurkronad skrika. Arten födosöker på alla nivåer i skogen, men vanligen väl gömd i tät undervegetation.

## Status och hot
Arten har ett stort utbredningsområde, men tros minska i antal, dock inte tillräckligt kraftigt för att den ska betraktas som hotad. Internationella naturvårdsunionen IUCN listar arten som livskraftig (LC). Beståndet uppskattas till i storleksordningen 20 000 till 50 000 vuxna individer.